# Aleksej Andreevič Bjalynickij-Birulja
Aleksej Andreevič Bjalynickij-Birulja (in russo Алексей Андреевич Бялыницкий-Бируля?; distretto di Orša, 24 ottobre 1864, 12 ottobre del calendario giuliano – Leningrado, 18 giugno 1937) è stato uno zoologo ed esploratore russo.
Membro dell'Accademia delle scienze dell'URSS (1923), partecipò alla spedizione polare russa del 1900-1902.

## Biografia
Nato nel villaggio di Babkovo nel distretto di Orša del Governatorato di Mogilëv nel 1864, dopo aver studiato presso il ginnasio classico della città di Vjaz'ma, si laureò nel 1891 presso il dipartimento naturale della facoltà di matematica e fisica dell'Università statale di San Pietroburgo. Visitò ripetutamente la stazione biologica sulle isole Soloveckie. Fu zoologo presso il museo zoologico dell'Accademia imperiale delle scienze. Nel 1899 prese parte alla spedizione Spitsbergen.
Bjalynickij-Birulja partecipò alla spedizione polare russa del 1900-1902 di Eduard Gustav von Toll sulla nave Zarja. Durante lo svernamento al largo della penisola del Tajmyr, fece un viaggio di due mesi fino a capo Čeljuskin, raccogliendo una grande quantità di materiale zoologico e mappando la costa dal punto dello svernamento fino a capo Sterlegov. Nell'aprile del 1902 Birulja andò con un piccolo gruppo sull'isola della Nuova Siberia dove avrebbe dovuto raggiungerli la Zarja. La nave non arrivò mai, fortunatamente il gruppo di Birulja, senza aspettarne l'arrivo, nel novembre del 1902, quando il ghiaccio tra l'isola e il continente si era compattato, erano passati in sicurezza ed erano arrivati al villaggio di Kasač'e all'inizio di dicembre.
La ricerca scientifica di Bjalynickij-Birulja riguardava principalmente la sistematica, la morfologia e la zoogeografia degli invertebrati, in particolare degli aracnidi e, successivamente, dei mammiferi. Avviò uno studio sulla zanzara anofele, con una spedizione in Asia centrale (nel 1928), e un'ampia ricerca sulla parassitologia nell'URSS. Lo stesso Birulja, che era stato autore di un gran numero di disegni scientifici e schizzi della spedizione polare, illustrò le sue opere.
Fu rimosso dall'incarico presso il museo zoologico nel 1929 e arrestato il 15 novembre 1930 nel «caso dell'Accademia». Accusato di essere controrivoluzionario, fu condannato a 3 anni di carcere dall'OGPU (ОГПУ). Dopo il rilascio lavorò all'istituto oceanografico di Arcangelo; nel 1935 fu sollevato dal suo incarico. In seguito fu capo del settore zoologico della filiale dell'Accademia delle scienze del Kazakistan. Morì a Leningrado.

## Tassonomia
- Calchas birulai - specie di scorpioni.
- Anemesia birulai - specie di ragni

## Luoghi dedicati
- Golfo Biruli (залив Бирули 76°07′28″N 94°38′54″E) - così denominato da Eduard Toll nel 1901.[2]